# Clemente Gera
Clemente Gera (Novara, ... – 23 novembre 1643) è stato un vescovo cattolico italiano.

## Biografia
Nato a Novara, il 13 novembre 1616 fu nominato vescovo di Terni. Ricevette la consacrazione episcopale il 30 novembre dal cardinale Paolo Emilio Sfondrati, vescovo di Cremona, di cui era vicario generale già dal 1608. Il 21 maggio 1625 fu nominato vescovo di Lodi; mantenne la carica fino alla morte, il 23 novembre 1643.

## Genealogia episcopale
La genealogia episcopale è:
- Vescovo Otto von Sonnenberg
- Vescovo Friedrich von Zollern
- Vescovo Ruprecht von Pfalz-Simmern
- Vescovo Mathias Schach, O.Cart.
- Vescovo Philipp von der Pfalz
- Cardinale Matthäus Lang von Wellenburg
- Vescovo Ägidius Rehm
- Vescovo Johann Kluspeck, C.R.S.A.
- Vescovo Wolfgang von Salm
- Vescovo Urban Sagstetter
- Arcivescovo Johann Jakob von Kuen-Belasy
- Vescovo Urban von Trennbach
- Arcivescovo Wolf Dietrich von Raitenau
- Cardinale Alfonso Visconti, C.O.
- Cardinale Paolo Emilio Sfondrati
- Vescovo Clemente Gera